# Svartstrimmig trädklättrare
Svartstrimmig trädklättrare (Xiphorhynchus lachrymosus) är en fågel i familjen ugnfåglar inom ordningen tättingar.

## Utbredning och systematik
Svartstrimmig trädklättrare delas in i tre underarter:
- Xiphorhynchus lachrymosus lachrymosus – förekommer från östra Nicaragua till Stillahavskusten i Colombia och nordvästra Ecuador
- Xiphorhynchus lachrymosus eximius – förekommer i Stillahavssluttningen i sydvästra Costa Rica och näraliggande västra Panama
- Xiphorhynchus lachrymosus alarum – förekommer i tropiska norra Colombia (Río Sinú, Caucafloden och Magdalenaflodens dalar)

## Status och hot
Arten har ett stort utbredningsområde, men tros minska i antal, dock inte tillräckligt kraftigt för att den ska betraktas som hotad. Internationella naturvårdsunionen IUCN listar arten som livskraftig (LC). Beståndet uppskattas till i storleksordningen 50 000 till en halv miljon vuxna individer.